# Agrofísica

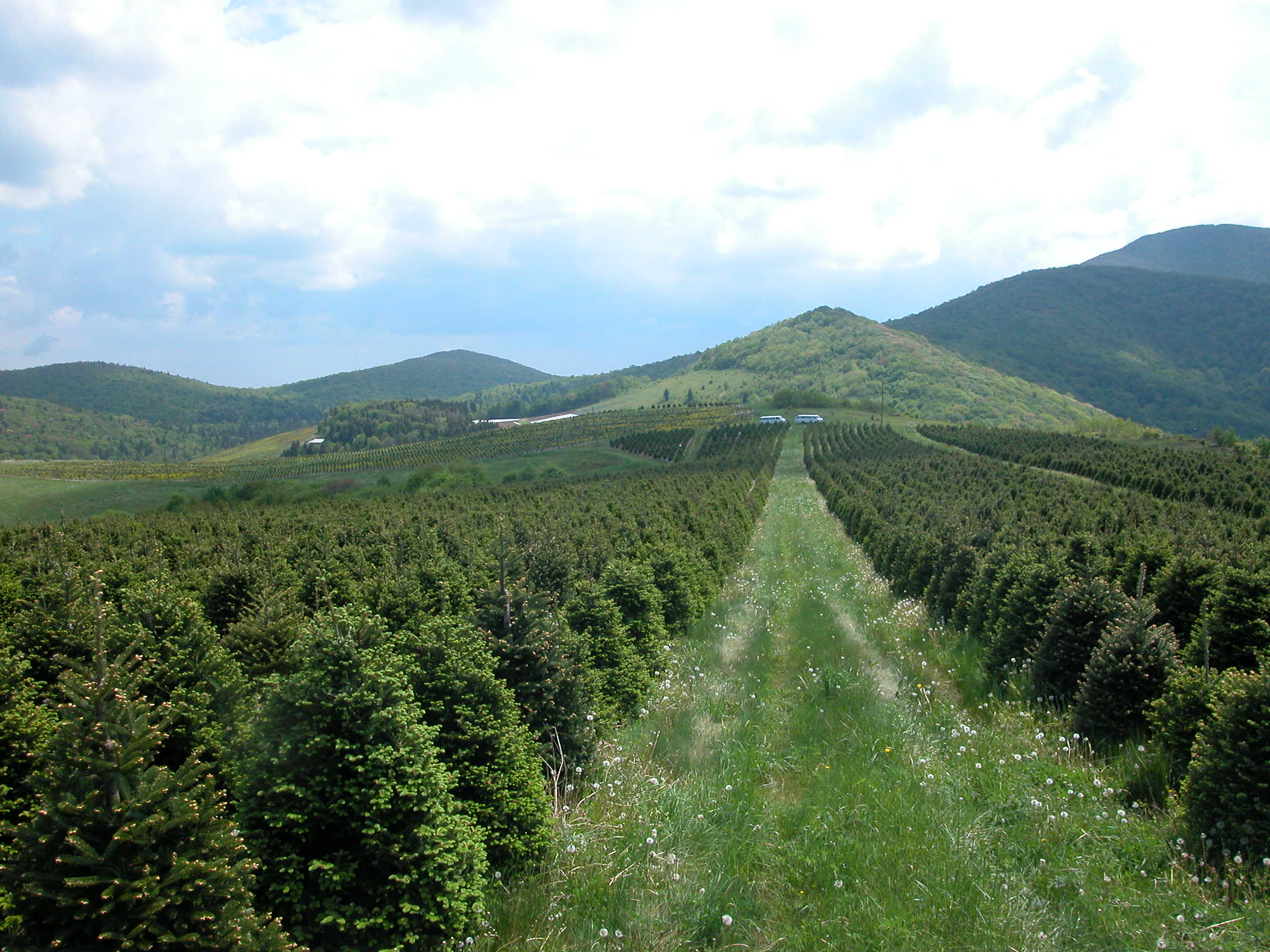
La agrofísica está implicada en el estudio de los factores que influyen en la producción y procesado de cultivos agrícolas.

La Agrofísica es la rama de la ciencia que mezcla los campos de la física y la agronomía, trata el estudio y la descripción de los ecosistemas agrícolas y los objetos biológicos que son afectados por la actividad humana utilizando métodos característicos de la física.
La agrofísica está muy relacionada con la biofísica, pero se distingue de esta, en que está restringida a la biología de las plantas, los animales, y el suelo, involucrados en agricultura, y en la biodiversidad. Se diferencia de la biofísica en que toma en cuenta las características específicas de los objetos investigados como el conocimiento de la nutrición, la agronomía, la matemática, la estadística, la biotecnología, la genética, etc.

## Principios físicos
La agrofísica se relaciona con algunas ciencias básicas como la biología; en su metodología y conocimientos (especialmente en el campo de la ecología del medio ambiente y la fisiología vegetal), y la física, de la que adquiere los métodos de investigación, especialmente los modelos físicos y de experimentación. 
La agrofísica no se limita a resolver sólo los problemas técnicos de la agronomía y no es sólo una aplicación práctica de la ciencia. Lo que la hace diferente a la ingeniería agrícola y le proporciona una base para clasificarla como una ciencia fundamental
Los modelos físicos, estrechamente relacionada con la biofísica, están dispuestos a resolver, ya sea global o localmente los aspectos del comportamiento de los ecosistemas complejos que deben estudiarse, como el consumo de energía, seguridad alimenticia, etc.

## Principios históricos
Las necesidades de la agricultura, en torno al estudio de complejos suelos y de sistemas atmosféricos constituyen la base de la agrofísica que busca aplicar la física experimental en estas áreas. Originalmente la agrofísica se limitaba al estudio del medio ambiente característicos de los suelos, ampliándose con el tiempo a otras áreas, tales como el estudio de las propiedades que influyen en el cultivo de productos agrícolas tales como alimentos y materias primas post-cosecha, y en el control de calidad y seguridad en el envasado y etiquetado, considerando distintas áreas que intervienen en la ciencia de la alimentación y nutrición.
Uno de los centros de desarrollo e investigación enfocado al desarrollo de esta ciencia es el Instituto de Agrofísica de la Academia Polaca de Ciencias en Lublin, que cita: "La agrofísica utiliza los logros de las ciencias exactas para resolver los principales problemas de la agricultura, implicándose en el estudio de los materiales y procesos que intervienen en la producción y procesado de cultivos agrícolas, poniendo especial énfasis en las condiciones medio ambientales, y en la calidad de los materiales involucrados en la producción de los alimentos".